# Ambient 3: Day of Radiance
 (février 2017).
Si vous disposez d'ouvrages ou d'articles de référence ou si vous connaissez des sites web de qualité traitant du thème abordé ici, merci de compléter l'article en donnant les références utiles à sa vérifiabilité et en les liant à la section « Notes et références ».
Albums de Laraaji
Celestial Vibrations
(1978) I Am Ocean
(1981)
Albums par Brian Eno
The Plateaux of Mirror
(1980) Fourth World, Vol. 1: Possible Musics
(1980)
Ambient 3: Day of Radiance est un album du musicien multi-instrumentiste américain Laraaji produit par Brian Eno et sorti en 1980.

## Présentation
Cet album est le troisième opus de la série ambient de Brian Eno, qui a débuté en 1978 avec Music for Airports, et est précédée par The Plateaux of Mirror (avec Harold Budd, 1980). La série se terminant par On Land (1982).
Par rapport au reste de la série, les sons électroniques sont moins présents dans Day of Radiance, Laraaji utilisant une variété d'instruments acoustiques à cordes tel que le Hammered dulcimer et une cithare à 36 cordes.

## Liste des titres
| A1. | The Dance #1 | 9:15 |
| A2. | The Dance #2 | 9:43 |
| A3. | The Dance #3 | 3:21 |

| Face B | Face B        | Face B | Face B | Face B | Face B | Face B | Face B | Face B | Face B |
| No     | Titre         | Durée  |        |        |        |        |        |        |        |
| ------ | ------------- | ------ | ------ | ------ | ------ | ------ | ------ | ------ | ------ |
| B1.    | Meditation #1 | 18:47  |        |        |        |        |        |        |        |
| B2.    | Meditation #2 | 7:51   |        |        |        |        |        |        |        |
| 48:57  |               |        |        |        |        |        |        |        |        |

Note
L'album fait l'objet d'une réédition CD en 1987